# Aberdare West
Aberdare West (en anglais) ou Gorllewin Aberdâr (en gallois) est une communauté du borough de comté de Rhondda Cynon Taf, au pays de Galles.

## Géographie
Aberdare West est située dans le nord du borough de comté de Rhondda Cynon Taf. Elle comprend les villages de Cwmdare (en) et Trecynon (en).

## Histoire
L'ancienne communauté d'Aberdare est scindée entre Aberdare East et Aberdare West en 2016, en application du Rhondda Cynon Taf (Communities) Order 2016.